# Intróito
Intróito foi um conjunto vocal português formado nos anos 60 do Orfeão da Universidade Técnica de Lisboa. Seu nome, porém, só seria escolhido após sua segunda participação no programa Zip-Zip, em 1969. Era formado pela soprano Isabel Maria Pires, o tenor Nuno Gomes dos Santos, a contralto Ana Maria Pires e o baixo Luís Pedro Faro, todos pertencentes ao Coro do Orfeão Académico de Lisboa. Até a escolha do nome, era designado como Quarteto Ana, Isabel, Nuno e Pedro. Gravaram ao todo sete discos entre singles e EPs. Participaram ainda no programa "Curto circuito" em 1970 e nos festivais da canção da RTP de 1970 e 1971.